# Barbara Lewis
Barbara Lewis är en amerikansk sångare född 9 februari 1943 i Salem, nära Ann Arbor, Michigan. Hon skivdebuterade 1962 på Atlantic Records och fick sin första singelhit i USA året därpå med "Hello Stranger" som nådde tredjeplatsen på Billboard Hot 100. Sedan dröjde det till 1965 innan hon åter fick två hitsinglar med "Baby I'm Yours" och "Make Me Your Baby". Hennes sista listnoterade singel blev 1967 års "I'll Make Him Love Me" och sitt hittills sista album släppte hon 1969.

## Diskografi, album
- Snap Your Fingers, 1964
- Baby, I'm Yours, 1966
- It's Magic, 1966
- Workin' on a Groovy Thing, 1968
- Many Grooves of Barbara Lewis, 1969

## Fotnoter
1. ↑  Tjeckiska nationalbibliotekets databas, NKC-ID: xx0220587, läst: 18 december 2022.[källa från Wikidata]